# Pachycephalopsis
Pachycephalopsis là một chi chim trong họ Petroicidae.